# ماریا بودن
ماریا بودن یا ماریا (فرانسوی: Maria‎) یک فیلم درام زندگینامه‌ای محصول ۲۰۲۴ به نویسندگی و کارگردانی جسیکا پالود است. ماریا اقتباسی است از کتاب خاطرات ونسا اشنایدر با نام دخترخاله‌ام ماریا اشنایدر که در ۲۰۱۸ منتشر شده است. فیلم دربارهٔ ماریا اشنایدر (۱۹۵۲-۲۰۱۱) است و تجربیات او را در حین بازی در آخرین تانگو در پاریس (۱۹۷۲) ساختهٔ برناردو برتولوچی به نمایش می‌گذارد. آناماریا وارتولومی در نقش اصلی و ایوان آتال و مت دیلون در نقش‌های مکمل بازی می‌کنند.
اولین نمایش جهانی فیلم ۲۱ مه ۲۰۲۴ در بخش غیررقابتی اولین نمایش کن در هفتاد و هفتمین جشنواره فیلم کن انجام شد.

## داستان
ماریا اشنایدر ۱۹ ساله، دختر بازیگر فرانسوی دانیل گلین، در درام اروتیک آخرین تانگو در پاریس محصول ۱۹۷۲ ساختهٔ کارگردان ایتالیایی برناردو برتولوچی نقش‌آفرینی می‌کند. در این فیلم، او در کنار مارلون براندو بازیگر مشهور آمریکایی بازی می‌کند. داستان فیلم حول یک مرد آمریکایی مسن‌تر است که با یک زن جوان فرانسوی در آپارتمانی در پاریس ملاقات می‌کند و این دو در آنجا یک رابطهٔ جنسی ناشناس را آغاز می‌کنند. ماریا با ایفای نقش «ژان» یک‌شبه به یک ستاره تبدیل می‌شود؛ اما برای رسوایی و شهرتی که فیلم برایش در پی دارد، آماده نیست.

## بازیگران
- آناماریا وارتولومی در نقش ماریا اشنایدر
- ایوان آتال در نقش دانیل گلین
- مت دیلون در نقش مارلون براندو
- ماری گیلین در نقش ماری کریستین اشنایدر
- استانیسلاس مرهار در نقش برمن
- سلست برونکل در نقش نور
- جوزپه ماجو در نقش برناردو برتولوچی
- جاناتان کوزینیه در نقش میشل اشنایدر
- الکسیس کورسو در نقش ناتان